# 38 Pułk Piechoty (LWP)
38 pułk piechoty – oddział piechoty ludowego Wojska Polskiego.

## Formowanie i zmiany organizacyjne
Sformowany w Łodzi na podstawie rozkazu nr 58 Naczelnego Dowództwa Wojska Polskiego z 15 marca 1945 w oparciu o etat wojenny sowieckiego pułku strzeleckiego.
Wchodził w skład 11 Dywizji Piechoty, a następnie 4 Dywizji Piechoty. Stacjonował w Kożuchowie.
Przeformowany na 38 pułk zmechanizowany, a w 1967 na 13 pułk zmechanizowany.

## Struktura etatowa
dowództwo i sztab
- 3 bataliony piechoty

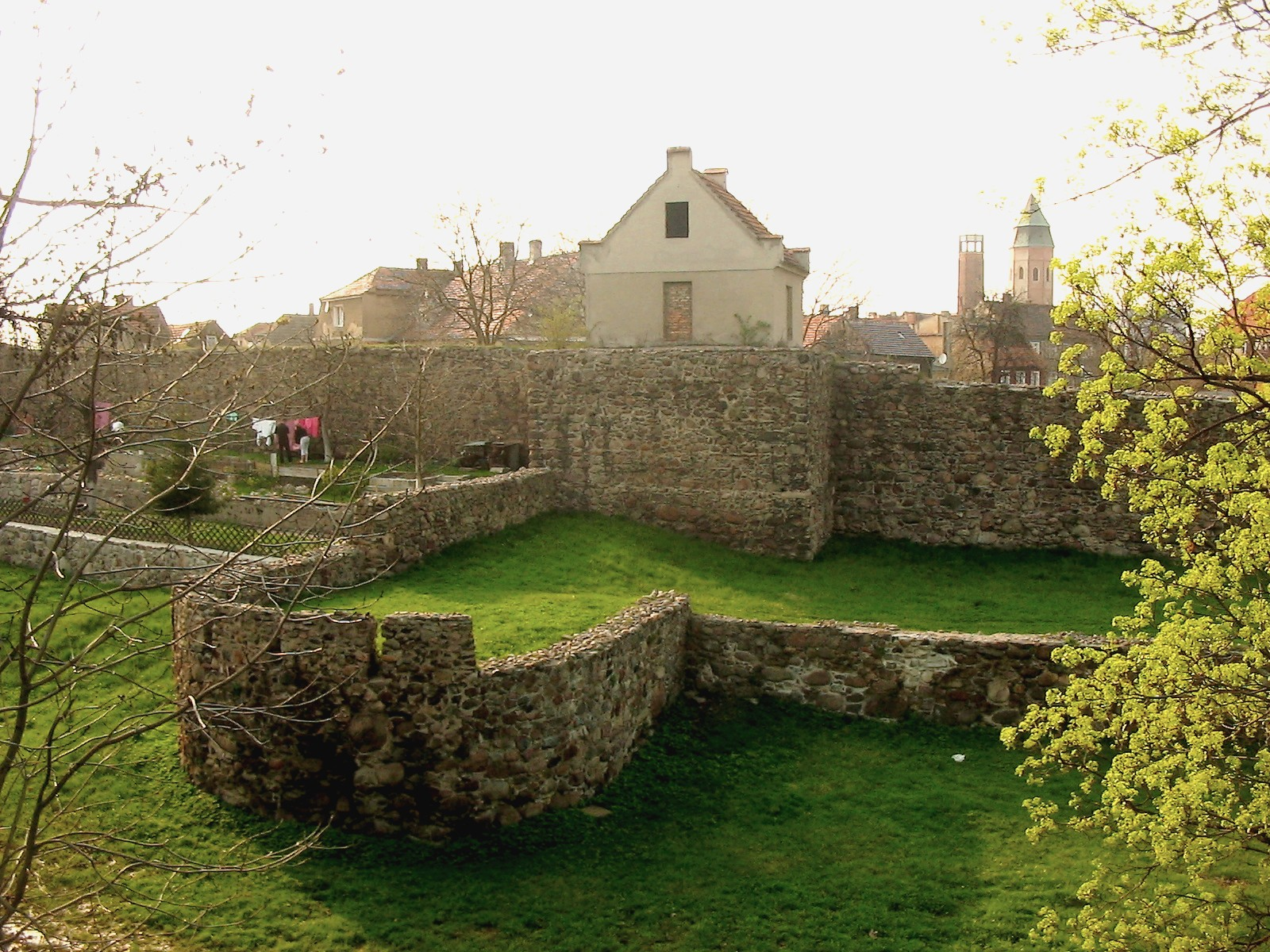
Kożuchów - w tym mieście stacjonował pułk

- kompanie: dwie fizylierów, przeciwpancerna, rusznic przeciwpancernych, łączności, sanitarna, transportowa
- baterie: działek 45 mm, dział 76 mm, moździerzy 120 mm
- plutony: zwiadu konnego, zwiadu pieszego, saperów, obrony przeciwchemicznej, żandarmerii

żołnierzy: 2915 (w tym oficerów - 276, podoficerów 872, szeregowców - 1765).
Sprzęt:
162 ręcznych karabinów maszynowych, 54 ciężkich karabinów maszynowych, 66 rusznic przeciwpancernych, 12 armat przeciwpancernych 45 mm, 4 armaty 76 mm, 18 moździerzy 50 mm, 27 moździerzy 82 mm, 8 moździerzy 120 mm.

## Okres powojenny
38 pułk piechoty 11 Dywizji Piechoty w ramach ochrony granicy stacjonował w Gubinie. 20 czerwca 1945 został zakwaterowany w koszarach przy stacji kolejowej. Dowódca pułku zdecydował zająć strefę pograniczną wzdłuż Nysy Łużyckiej trzema batalionami.
1. Międzylesie (dziś nie istnieje) – sztab II batalionu, 2 kompania moździerzy, 2 kompania ckm oraz 2 kompania rusznic ppanc. i nad Nysą dwa posterunki graniczne; Kosarzyn – 6 kompania piechoty i pomiędzy Kosarzynem a Żytowaniem posterunek graniczny; Budoradz – 4 kompania piechoty i na skraju lasu posterunek graniczny; Gubin – sztab pułku i od torów stacji kolejowej do Lubszy cztery posterunki graniczne; w mieście komenda miasta, której komendantem został wyznaczony kpt. Władysław Bomba; od mostu na Lubszy do torów rejon Gubinka – 5 kompania piechoty i jeden posterunek graniczny; Gubinek – 7 kompania piechoty i jeden posterunek[4][5]
2. Sękowice – III batalion piechoty, 3 kompania ckm, 3 kompania moździerzy, 3 kompania rusznic ppanc., 8 kompania piechoty i jeden posterunek graniczny; Polanowice – 9 kompania piechoty, pomiędzy Polanowicami a Sadzarzewicami pluton 9 kompanii i posterunek graniczny; Markosice – pluton 9 kompanii; Późna – 1 kompania piechoty[4][5].
3. Strzegów – sztab I batalionu, 2 kompania piechoty, 1 kompania ckm, 1 kompania rusznic ppanc., nad Nysą dwa posterunki graniczne; pomiędzy drogą Strzegów–Briesnig dwa posterunki graniczne; Mielno – 3 kompania piechoty i trzy posterunki graniczne[4][5].

Dowódca pułku powołał również komendantów miejscowości: Lubsko – ppłk Kazimierz Ilnicki; Gubinek – dowódca 7 kompanii piechoty ppor. Jan Buczkowski; Budoradz – dowódca 4 kompanii strzeleckiej por. Donat Bilski; Drzeńsk Mały – dowódca plutonu 5 kompanii strzeleckiej ppor. Józef Bober; Drzeńsk Wielki – dowódca 2 kompanii ckm. ppor.Tadeusz Barwicki; Strzegów – dowódca 2 kompanii strzeleckiej ppor. Marian Listwoń; Pole – dowódca kompanii ppor. Kurowski; Wężyska – dowódca baterii 76 mm por. Mikołaj Dunin; Brody – dowódca 3 kompanii rusznic ppanc. ppor. Bolesław Kozłowski, Sarbia – dowódca 2 baterii 45 mm ppor. Antoni Pilecki, Sadzarzewice – dowódca plutonu 9 kompanii strzeleckiej ppor. Antoni Jajkowski, Luboszyce – dowódca 3 kompanii ckm ppor. Zenon Przeradzki, Koperno – dowódca plutonu gospodarczego III batalionu plut. Kazimierz Olejnik, Polanowice – dowódca 9 kompanii strzeleckiej ppor. Franciszek Smalczyk, Sękowice – dowódca III batalionu por. Zbigniew Budzan, Kosarzyn – dowódca 6 kompanii strzeleckiej por. Władysław Jamszewski, Międzylesie – dowódca II batalionu mjr Eugeniusz Żłobin, Mielno – dowódca 3 kompanii strzeleckiej por. Marek Zaremba, Późna – dowódca 1 kompanii strzeleckiej ppor. Jan Acher.
W 1945 pluton saperów pułku uczestniczył w rozminowaniu terenów od ujścia Nysy Łużyckiej do Mużakowa.
25 września 1945 38 pp przekazał odcinek pogranicza dla 15 pułkowi piechoty 5 Dywizji Piechoty. Ze strony pułku akt zdawczo-odbiorczy podpisał jego dowódca płk Kropielnicki i szef sztabu mjr Smulski, a ze strony 15 pp zastępca ds. liniowych mjr Żuk i pierwszy pomocnik szefa sztabu kpt. Marklewicz.
Od 1946 zgodnie z rozkazem dowódcy 11 Dywizji Piechoty dyslokowany do Kożuchowa. W wyniku reorganizacji 11 Dywizji Piechoty w 1946 38 pułk piechoty został podporządkowany 4 Dywizji Piechoty w Krośnie Odrzańskim.
W wykonaniu rozkazu Ministra Obrony Narodowej nr 0045/org. z 17 maja 1951, 38 pułk piechoty w terminie do 1 grudnia 1951 przeformowany został na etat nr 2/120 o stanie 1974 wojskowych i 35 kontraktowych.
W 1952, będąc w składzie 2 Korpusu Armijnego, stacjonował w Kożuchowie?.
W 1958 w wyniku reorganizacji Wojska Polskiego 38 pułk piechoty przeszedł ponownie w podporządkowanie 11 Dywizji Zmechanizowanej zmieniając strukturę pułku piechoty na zmechanizowany. Jednostka zmieniła jednocześnie swój numer (JW) z 3564 na 3001.
W wyniku kolejnych zmian w żagańskiej dywizji 38 pułk zmechanizowany po raz drugi wyszedł poza strukturę 11 Dywizji Zmechanizowanej i został podporządkowany 5 Saskiej Dywizji Pancernej, im. płk. Waszkiewicza.

## Żołnierze pułku
Dowódcy pułku
- ppłk Kropielnicki (1946)[11]
- mjr Piotr Kluczyński (był w 1956)[12]

Oficerowie pułku
- Mieczysław Mierzyński

## Przekształcenia
1. 38 pułk piechoty → 38 pułk zmechanizowany[b] → 13 pułk zmechanizowany
2. 13 pułk piechoty↘ rozformowany w 1957